# Grimmia cucullatifolia
Grimmia cucullatifolia là một loài Rêu trong họ Grimmiaceae. Loài này được (Hampe) Mitt. mô tả khoa học đầu tiên năm 1869.